# Ventiquattro preludi (Šostakovič)

Il circolo delle quinte

I Ventiquattro preludi, op. 34 sono un ciclo di brevi brani per pianoforte composti ed eseguiti per la prima volta da Dmitrij Šostakovič nel 1933. La loro disposizione segue il circolo delle quinte, un preludio per ciascuna tonalità maggiore e minore.

## Composizione
Šostakovič iniziò a comporli nel dicembre 1932, poco dopo aver finito di scrivere la sua opera Lady Macbeth del Distretto di Mcensk. Completò il ciclo nel marzo 1933, e li eseguì per la prima volta a Mosca nel maggio dello stesso anno. Uno dei motivi principali della composizione fu il desiderio di Šostakovič di tornare ad esibirsi in pubblico come pianista; egli, infatti, aveva smesso di dare concerti nel 1930, quando non era riuscito a vincere il Concorso pianistico internazionale Fryderyk Chopin. I preludi furono pubblicati dall'editore Muzgiz nel 1935, due anni dopo la loro prima esecuzione.